# Sebastian Becker (Fußballspieler)
Sebastian Oliver Becker (* 10. April 1985 in Trier) ist ein ehemaliger deutscher Fußballspieler.

## Karriere
Becker begann seine Fußballkarriere in Trier-Pfalzel in der Jugend des dortigen TSC Pfalzel. 1997 wechselte er in die Jugend von Eintracht Trier, in der er bis 2003 spielte. Ab Januar 2004 spielte er in der ersten Mannschaft des Vereins.
In Trier spielte er insgesamt 34 Mal in der 2. Bundesliga und der Regionalliga; dabei gelangen ihm drei Tore. Nachdem die Eintracht 2006 in die Oberliga abgestiegen war, wechselte Becker zum gerade in die 2. Bundesliga aufgestiegenen FC Augsburg.
Nach einer guten ersten Saison beim damaligen Aufsteiger FC Augsburg kam er in seiner zweiten Spielzeit bei den Schwaben nicht über die Rolle des Reservisten hinaus. Zahlreiche Verletzungen verhinderten immer wieder aufs Neue den Sprung in den Mannschaftskader. Trainer Ralf Loose legte dem jungen Trierer bereits zur Winterpause einen Wechsel nahe. Becker blieb jedoch und hoffte auf eine neue Chance unter dem neuen Trainer Holger Fach. Eine weitere Verletzung verhinderte einen Einsatz unter Fach. Zu Beginn der Saison 2008/2009 wechselte er zum Absteiger Kickers Offenbach. Ab der Saison 2009/2010 spielt er bei FC Rot-Weiß Erfurt. Der Mittelfeldspieler, der zuletzt für FC Rot-Weiß Erfurt in der dritten Liga spielte, erklärte im Juni 2011 sein Karriereende.